# 顾德昌
顾德昌，浙江仁和（今浙江杭州）人，是一名清朝政治人物。监生出身。
顾德昌曾于1791年接替宁贵任娄县知县一职，1792年由张桂林接任。